# Annales Sangallenses maiores
Велики анали Сент Галена (лат. Annales Sangallenses maiores) су анали састављени у Санкт Галену, који покривају године од 927. до 1059. године. Они настављају Аламанске анале, чија верзија из Ст. Галена сеже до 926. године.

Аналес између осталог бележи и најсеверније виђење супернове из 1006, пружајући независне податке о њеној величини и локацији на небу::
"[i]n на диван начин ово се понекад скупило, понекад распршило, а штавише понекад угасило... Видело се исто тако три месеца у најдубљим границама југа, изван свих сазвежђа која се виде на небу".